# Pampa Mansa
Pampa Mansa es la cuarta vaca de raza Jersey perteneciente a la llamada Dinastía Pampa (clonadas a partir de Pampa, la primera vaca clonada argentina), fue modificada genéticamente por la empresa Biosidus y nació en Argentina en septiembre de 2002. Al ADN de este animal se le agregó un gen humano para sintetizar la somatotropina (también conocida como hormona humana del crecimiento) y segregarla en su leche.
El objetivo principal sería producir esta hormona para combatir el enanismo hipofisario, calculan que con sólo uno de estos animales puede satisfacer completamente la demanda de los aproximadamente mil niños de ese país. Hasta entonces el método más efectivo para producir esta hormona era con cultivos bacterianos; calculan que el costo disminuirá en una décima parte.